# Beilschmiedia laevis
Beilschmiedia laevis är en lagerväxtart som beskrevs av C.K. Allen. Beilschmiedia laevis ingår i släktet Beilschmiedia och familjen lagerväxter. Inga underarter finns listade i Catalogue of Life.